# Вейн (округ, Айова)
Шаблон:StateAbbr_ 40°44′17″ пн. ш. 93°19′36″ зх. д. / 40.738055555556° пн. ш. 93.326666666667° зх. д.
Округ  Вейн (англ. Wayne County) — округ (графство) у штаті  Айова, США. Ідентифікатор округу 19185.

## Історія
Округ утворений 1846 року.

## Демографія
За даними перепису 
2000 року 
загальне населення округу становило 6730 осіб, усе сільське.
Серед мешканців округу чоловіків було 3219, а жінок — 3511. В окрузі було 2821 домогосподарство, 1919 родин, які мешкали в 3357 будинках.
Середній розмір родини становив 2,89.
Віковий розподіл населення поданий у таблиці:
| Стать    | До 15 років | 15-21 | 22-29 | 30-39 | 40-49 | 50-65 | 65-85 | Понад 85 |
| -------- | ----------- | ----- | ----- | ----- | ----- | ----- | ----- | -------- |
| Чоловіки | 631         | 293   | 208   | 372   | 491   | 535   | 594   | 95       |
| Жінки    | 648         | 299   | 208   | 400   | 471   | 573   | 736   | 176      |

## Суміжні округи
- Лукас — північ
- Аппанус — схід
- Патнем, Міссурі — південний схід
- Мерсер, Міссурі — південний захід
- Декатур — захід

## Виноски
1. ↑  U.S. Decennial Census. United States Census Bureau. Архів оригіналу за 19 липня 2018. Процитовано 20 липня 2014.
2. ↑  Historical Census Browser. University of Virginia Library. Архів оригіналу за 16 серпня 2012. Процитовано 20 липня 2014.
3. ↑  Population of Counties by Decennial Census: 1900 to 1990. United States Census Bureau. Архів оригіналу за 22 квітня 2014. Процитовано 20 липня 2014.
4. ↑  Census 2000 PHC-T-4. Ranking Tables for Counties: 1990 and 2000 (PDF). United States Census Bureau. Архів оригіналу (PDF) за 18 грудня 2014. Процитовано 20 липня 2014.
5. ↑  State & County QuickFacts. United States Census Bureau. Архів оригіналу за 22 липня 2011. Процитовано 20 липня 2014.(англ.) Наведено за англійською вікіпедією.
6. ↑  American FactFinder. Бюро перепису населення США. Архів оригіналу за 26 лютого 2012. Процитовано 31 січня 2008.

| США | Це незавершена стаття з географії США. Ви можете допомогти проєкту, виправивши або дописавши її. |